# 基腐病
基腐病（もとぐされびょう、Foot rot）は、ヒルガオ科植物に特有の茎葉の枯死や塊根の腐敗をもたらす病害。
なお、ヒルガオ科植物のうち、アメリカネナシカズラ、エンサイ、グンバイヒルガオ、ホシアサガオおよびマメアサガオには人工的な接種で感染することが判明している。しかし、自然発生が確認されているのはサツマイモ（かんしょ）のみである。以下ではサツマイモ基腐病（かんしょ基腐病）について述べる。

## 概要
1912年に米国で初めて発生が確認された。しかし、米国では無病種イモの選抜、種イモ消毒、苗床や本圃における輪作などの管理の結果、発生の珍しい病害となっている。
1900年代には南米のブラジルで被害が深刻になり、アルゼンチンやウルグアイなどでも問題となっている。
2000年代にはアジアに広がり、2008年に台湾、2014年に中国、2015年に韓国で発生が確認された。日本では2018年秋に鹿児島県や宮崎県、沖縄県でかんしょ株の立ち枯れや塊根（イモ）の腐敗が多発し、日本国内では報告例のなかったサツマイモ基腐病が初めて発生していたことが判明した。2022年には、芋焼酎の原料であるサツマイモの確保が困難となり、大手酒造メーカーの一部が出荷休止に追い込まれるなどの影響が出た。

## 原因
ヒルガオ科の植物にのみ感染するDiaporthe destruens（ディアポルテ・デストルエンス）という糸状菌に感染して発病する。苗床や本圃、貯蔵中の塊根に発生する。
感染ルート（伝染環）として、土壌からの感染、発病した株からの感染（二次伝染）、種イモからの感染があり、連鎖的に感染が発生する。
基腐病は水により蔓延する。発病株には柄子殻ができ、水で濡れると大量の胞子を漏出し、これらの胞子が降雨による跳ね上がりやたまり水などによって、周囲に広がる。台風などの暴風雨では近隣の畑まで感染する。そのため、圃場の湛水を減らすことが被害の軽減につながる。

## 被害
生育不良（茎葉の枯死や塊根の腐敗）をもたらす。生育不良が現れたときは既に株元が黒色または黒褐色に変色している。塊根（イモ）は（株元に近い）なり首側から腐敗するのも特徴である。

## 防除
基腐病の防除対策は「持ち込まない」「増やさない」「残さない」の3点にまとめられている。
- 持ち込まない - 未発生地域に汚染種苗を持ち込まないことをいう[2]。原則として未発生圃場から収穫したイモを種芋として使用する[4]。
- 増やさない - 圃場の定期的な巡回による発病株の早期発見と除去、基腐病に対する茎葉散布剤の散布、土壌伝染を防ぐための残渣の持ち出しや分解促進、輪作などの実施である[2]。
- 残さない - 罹病残渣の圃場外での適切な処理、残渣の分解促進の処置、土壌消毒などである[2]。